# 佐藤雄二郎
佐藤 雄二郎（さとう ゆうじろう、1953年11月17日 - ）は、日本の通信社記者。東京都出身。株式会社共同通信社代表取締役社長。

## 人物・経歴
東京都出身。1979年、上智大学文学部を卒業後、同年3月、社団法人（現・一般社団法人）共同通信社に入社。その後、フランクフルト支局長、編集局経済部、編集局経済データ部長、編集局経済部長、経営企画室長・局長同等、常務理事・経営企画室長等を経て、2013年、株式会社共同通信デジタル代表取締役社長に就任。同年、一般社団法人共同通信社専務理事に就任。2014年、株式会社共同通信社代表取締役社長に就任。父は佐藤一郎。兄は佐藤謙一郎。